# Eugen von Keyserling
Eugen Graf von Keyserling (* 22. Märzjul. / 3. April 1832greg. Pakruojis, Litauen; † 4. April 1889 auf seinem Gut Ernsdorff bei Reichenbach in Schlesien) war ein deutschbaltischer Forschungsreisender und als Zoologe einer der bedeutenden Arachnologen des 19. Jahrhunderts. Hinter wissenschaftlichen Namen in Bestimmungsbüchern u. ä. wird sein Name häufig „Keyserling“ abgekürzt.

## Leben

### Herkunft und Familie
Seine Eltern waren Karl von Keyserlingk (* 16. Februar 1809; † 21. Juli 1893) und dessen erste Ehefrau Theophile Alexandrine Theodore Julie Ottilie Amalie von der Ropp (* 3. März 1813; † 23. Dezember 1841). Sein Bruder Otto Julius Hugo (* 8. September 1833; † 15. März 1903) war Landesbevollmächtigter von Kurland.
Er heiratete Rudolfine Margarete Adelheid von Dönniges (* 22. Februar 1846, † 13. Juli 1930) eine Tochter des Diplomaten Wilhelm von Dönniges. Das Paar hatte folgende Kinder:
- Robert Franz Karl Albert (* 10. März 1866; † 15. Oktober 1959) ⚭ Ernestine Katharina Margarete Hirt (* 13. Juni 1879; † 13. Februar 1958)
- Karl Wilhelm Wolfgang (* 14. August 1869; † 29. Dezember 1928) ⚭ Adele Klara Johanna von Skene (* 26. März 1879; † 16. März 1966)

### Werdegang

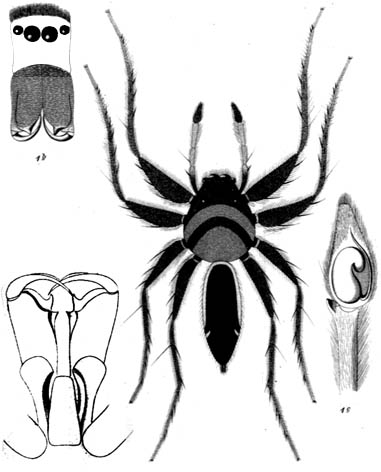
Cosmophasis micans, Zeichnung von Eugen Graf von Keyserling

Keyserling studierte Kameralwissenschaften und Zoologie an der Kaiserlichen Universität Dorpat und war in Dorpat 1852 Mitglied des Corps Curonia Dorpat. Im Anschluss an das Studium beteiligte er sich an Expeditionen der Russischen Regierung im Zarenreich, an den Kaukasus und insbesondere 1858/59 an einer wissenschaftlichen Expedition nach Chorasan. Im Rahmen dieser Expedition beschrieb er auch Nicht-Spinnen, wie beispielsweise iranische Arten von Süßwasserfischen (beispielsweise Squalius latus). Er bereiste weiter England, Frankreich und Algerien. Dabei lernte er seine zukünftige Frau Margarethe kennen, die Tochter des Historikers und bayrischen Gesandten in Genf Wilhelm von Dönniges. Als dessen Unterhändler war er gemeinsam mit Wilhelm Arndt auch in die Vorgeschichte des Duells zwischen Ferdinand Lassalle und dem rumänischen Fürsten Yanko von Racowietza 1864 bei Genf einbezogen. Nach seiner Heirat 1864 mit Margarethe von Dönniges gab Keyserling seine bestehenden Reisepläne nach Amerika auf und erwarb ein Gut in Niederschlesien, um dort Landwirtschaft zu betreiben. Er widmete sich aber weiterhin seinem Spezialthema, den Spinnen, und bekam diese auch von dem deutsch-amerikanischen Arachnologen George Marx und anderen Freunden seines Fachgebiets zugesandt. Marx stellte die letzten beiden Bände seines Lebenswerks Die Spinnen Amerikas nach dem frühen Tod Keyserlings druckreif fertig. Das Werk gilt heute als bibliophile Kostbarkeit. Die darin enthaltenen Zeichnungen sind von der Hand Keyserlings.
Seine Spinnensammlung umfasste über 10.000 Arten und wurde nach seinem Tode vom Natural History Museum in London erworben, nachdem das Naturkunde-Museum in Berlin im Jahr 1890 das Angebot der Witwe Margarethe Gräfin von Keyserling zum Erwerb der Sammlung für 15.000 Reichsmark abgelehnt hatte.

## Werke
- Er beendete Die Arachniden Australiens (1871–1883) für Ludwig Carl Christian Koch.
- Die Spinnen Amerikas. Bauer & Raspe, Nürnberg 1880–1893, 6 Teile in 4 Bänden.
  - 1. Band: Laterigradae. 1880 (Digitalisat im Internet Archive)
  - 2. Band: Theridiidae. I. Hälfte 1884 (Digitalisat im Internet Archive), II. Hälfte 1886 (Digitalisat im Internet Archive)
  - 3. Band: Brasilianische Spinnen. Herausgegeben von George Marx. 1891 (Digitalisat im Internet Archive)
  - 4. Band: Epeiridae. Herausgegeben von George Marx. I. Hälfte 1892 (Digitalisat im Internet Archive),  II. Hälfte 1893 (Digitalisat im Internet Archive)